# Nagia godfreyi
Nagia godfreyi är en fjärilsart som beskrevs av Willie Horace Thomas Tams 1924. Nagia godfreyi ingår i släktet Nagia och familjen nattflyn. Inga underarter finns listade i Catalogue of Life.